# Parafia św. Józefa w Hervey Bay
Parafia św. Józefa w Hervey Bay – parafia rzymskokatolicka, należąca do archidiecezji Brisbane.
Przy parafii funkcjonuje katolicka szkoła podstawowa Matki Bożej Gwiazdy Morza.